# Покровка (Фёдоровский район)
Покро́вка (баш. Покровка) — деревня в Фёдоровском районе Башкортостана. Административный центр Покровского сельсовета.

## Географическое положение
Расстояние до:
- районного центра (Фёдоровка): 20 км,
- ближайшей ж/д станции (Мелеуз): 81 км.
- Рядом проходит граница с Оренбургской Оренбургской областью.

## Население
| 2002 | 2009 | 2010 |
| ---- | ---- | ---- |
| 186  | →186 | ↗195 |

### Национальный состав
Согласно переписи 2002 года, преобладающая национальность — русские (80 %).

## Религия
В деревне есть православный храм в честь иконы Пресвятой Богородицы «Хлебенная».

## Известные жители
- Аляев, Иван Павлович — стрелок мотострелкового полка, Герой Советского Союза.
- Казанин, Геннадий Семёнович (1948—2020) — советский и российский учёный-геофизик, доктор технических наук. Заслуженный геолог Российской Федерации.
- Цыбин, Иван Максимович (1922—1996) — советский военнослужащий, рядовой, Герой Советского Союза.